# Eggendorf im Traunkreis
Eggendorf im Traunkreis je obec v rakouské spolkové zemi Horní Rakousy, v okrese Linec-venkov.
K 1. lednu 2015 zde žilo 863 obyvatel.